# Robert Brayton
Robert King Brayton (* 23. Oktober 1933 in Des Moines, Iowa; † 10. Januar 2025) war ein US-amerikanischer Informatiker. Er war bekannt für Forschungen und Entwicklungen in der Logiksynthese.

## Werdegang
Brayton studierte Elektrotechnik an der Iowa State University mit dem Bachelor-Abschluss (BSEE) 1956. Danach war er 1956/57 Ingenieur bei Remington Rand Univac. 1952 bis 1961 war er Forschungsassistent für Künstliche Intelligenz im Massachusetts Institute of Technology, an dem er 1961 bei Norman Levinson in Mathematik promoviert wurde (On the Asymptotic Behavior of the Number of Trials Necessary to Complete a Set with Random Selection). Danach war er als Mathematiker am Thomas J. Watson Research Center von IBM, an dem er ab 1963 die Gruppe Differentialgleichungen und Numerische Analysis leitete und 1971/72 stellvertretender Direktor der Mathematikabteilung war. 1981 bis 1985 leitete er die Gruppe Logikdesign.  Ab 1985 war er Gastprofessor und ab 1987 Professor für Elektrotechnik an der University of California, Berkeley.
Er war Fellow der IEEE, der National Academy of Engineering und der American Association for the Advancement of Science.
Er veröffentlichte über Logiksynthese, formale Verifikationsmethoden, Simulation und Optimierung elektrischer Schaltkreise und Analyse nichtlinearer Netzwerke.
2006 erhielt er den Paris-Kanellakis-Preis, 2007 den Phil Kaufman Award und 2006 den IEEE Emanuel R. Piore Award. 1991 erhielt er den IEEE CAS Technical Achievement Award und 2000 die IEEE Millenium Medal und die CAS Golden Jubilee Medal.

## Schriften
- mit G. D. Hachtel, Alberto L. Sangiovanni-Vincentelli: Invited Paper: Multilevel logic synthesis, Proc. IEEE, Band 78, 1990, S. 264–300
- mit G. D. Hachtel, C. T. McMullen, A. L. Sangiovanni-Vincentelli: Logic Minimization Algorithms for VLSI Synthesis, The Kluwer International Series in Engineering and Computer Science, Band 2, Boston: Kluwer Academic Publishers, 1984
- mit Sangiovanni-Vincentelli, Rajeev Murgai: Logic synthesis for field programmable gate arrays, Kluwer 1995
- mit Robert Spence: Sensitivity and Optimization, Elsevier 1980